# Михайлик Олексій Федосійович
Олексій Федосійович Михайлик (Міхайлік) (1906, село Чернечий Яр, тепер Полтавського району Полтавської області — 1985, місто Харків) — український радянський діяч, голова виконавчого комітету Харківської міської ради, директор Харківського інституту інженерів комунального будівництва. Кандидат технічних наук, доцент (1947).

## Життєпис
Народився в селянській родині. До 1924 року працював у селянському господарстві батьків та наймитував.
У 1924—1925 роках — керуючий справами Диканського районного партійного комітету КП(б)У Полтавської округи. У 1925—1926 роках — завідувач сільбуду села Великі Будища Полтавської округи.
У 1926 році Диканським районним комітетом комсомолу був направлений на навчання до Харківського педагогічного технікуму. У 1927 році на Всеукраїнському з'їзді пролетарського студентства Олексія Михайлика обрали членом президії Центрального бюро пролетарського студентства та членом редколегії журналу «Студент Революції», де він працював заступником відповідального редактора до 1929 року.
У 1928 році Олексій Михайлик перейшов на навчання до Харківського інституту народного господарства. Зі складу цього навчального закладу в 1930 році відокремився Харківський інститут комунального господарства, навчання в якому Михайлик закінчив у 1932 році за спеціальністю «Планування міст».
У 1929—1930 роках — заступник начальника відділу кадрів Головного Дорожнього управління УСРР у місті Харкові.
Член ВКП(б) з 1930 року.
У 1930—1931 роках — начальник навчальної частини курсів середнього командного складу Народного комісаріату шляхів сполучення СРСР у Харкові.
У 1931—1932 роках — заступник директора, декан факультету Харківського автодорожнього інституту.
У 1932—1934 роках — декан будівельного факультету Промислової академії в Харкові.
З січня по серпень 1934 року — інструктор Політичного управління Українського військового округу в Харкові.
У серпні 1934—1938 роках — директор архітектурно-планувального управління міста Харкова.
Одночасно в 1937—1941 роках — студент, аспірант Харківського інституту інженерів комунального будівництва, здобув кваліфікацію архітектора. У 1938—1943 роках — доцент кафедри містобудування Харківського інституту інженерів комунального будівництва за сумісництвом.
У 1938—1940 роках — директор Інституту підвищення кваліфікації господарників у Харкові.
У 1940—1941 роках — начальник архітектурно-проєктної майстерні Харківського інституту інженерів комунального будівництва.
У 1941 році евакуювався до міста Уральська Західно-Казахстанської області, звідки був призваний до Червоної армії. У 1941—1942 роках служив заступником командира батальйону в/ч 1661. У 1942 році демобілізований із армії через хвороби.
У 1942—1943 роках — голова Західно-Казахстанської обласної ради Тсоавіахіму.
У 1943 році — інструктор промислового відділу Західно-Казахстанського обласного комітету КП(б) Казахстану.
У жовтні 1943 — січні 1944 року — начальник управління кадрів та навчальних закладів Міністерства комунального господарства УРСР у місті Харкові.
Водночас, з 1943 по 1962 рік  — завідувач кафедри містобудування та благоустрою міст Харківського інституту інженерів комунального будівництва.
У 1944 — червні 1954 року — директор Харківського інституту інженерів комунального будівництва.
У листопаді 1953 — лютому 1960 року — голова виконавчого комітету Харківської міської ради депутатів трудящих.
У лютому 1960 — 1962 року — директор Харківського інституту інженерів комунального будівництва.
Займався науковою і проєктною роботою з планування міста Харкова. Автор науково-популярних робіт з історії та архітектури Харкова (5 книг, збірників та брошур, 31 статті, 5 проєктів). Автор книг: «Харкову — 300 років», «Харків у семирічці», статей з питань розвитку містобудування для періодичної преси, Великої Радянської та Британської енциклопедій. Брав участь у розробці Генерального проєкту планування міста Харкова.
Помер у 1985 році.

## Нагороди
- орден Трудового Червоного Прапора (1959)
- орден «Знак Пошани» (1953)
- медаль «За перемогу над Німеччиною у Великій Вітчизняній війні 1941—1945 рр.» (1945)
- медаль «За доблесну працю у Великій Вітчизняній війні 1941—1945 рр.» (1946)
- медалі